# Коефіцієнт фугітивності
Коефіцієнт фугітивності або коефіцієнт леткості (рос. коэффициент летучести[фугитивности], англ. fugacity coefficient) —
- Міра відхилень (f) властивостей реального газу від властивостей ідеального газу, виражена відношенням леткості даного газу а до тиску р, які мав би в цих умовах реальний газ:

f= a/p.
- У багатокомпонентній системі — відношення фугітивності до парціального тиску певного газового компонента.